# Christian Cheyssac
Christian Cheyssac (né le 14 août 1931 à Dakar, à l'époque en Afrique-Occidentale française et aujourd'hui au Sénégal, et mort le 16 mars 2007 à Torcy en Seine-et-Marne), est un joueur de football français qui évoluait au poste d'attaquant.

## Biographie

### Carrière en club
Formé au club des Coqs Rouges Bordeaux, il débute en professionnel avec l'équipe des Girondins de Bordeaux (club qu'il rejoint en juillet 1950). Cheyssac joue d'abord avec l'équipe réserve entraînée par Santiago Urtizberea, avant de faire ses premiers pas avec l'équipe première lors de la saison 1952-53. Cheyssac joue 4 matchs lors de sa première saison au club, puis 12 la saison suivante. Il dispute un total de 16 matchs avec les Girondins.
En 1954, Bordeaux souhaite s'attacher les services de l'attaquant du Havre AC Casimir Nowotarski. Devant le premier refus des Normands, les Girondins incluent Cheyssac en prêt dans la transaction, qui quitte alors Bordeaux pour rejoindre le HAC. Il ne retourne pas à Bordeaux après ce prêt.
En 1956, il rejoint les franciliens du Red Star durant trois saisons (avec un total de 19 buts inscrits en 80 rencontres en championnat), puis l'AS Cherbourg.

### Carrière en sélection
Il dispute quelques matchs avec l'équipe de France amateure.